# أرتور علي
أرتور علي (بالروسية: Артур Фаридович Али)‏ هو لاعب كرلنغ روسي، ولد في 1994 في موسكو في روسيا.

## وصلات خارجية
- أرتور علي على موقع الاتحاد الدولي للكرلنغ (الإنجليزية)